# Francis Spellman
Francis Joseph Spellman (4 de maio de 1889 - 2 de dezembro de 1967) foi um cardeal da Igreja Católica estadunidense. Bispo auxiliar da Arquidiocese de Boston (1932-1939), sexto arcebispo de Nova Iorque (1939-1967) e Vigário Apostólico das Forças Armadas dos Estados Unidos. Foi nomeado cardeal em 1946. Apoiou a intervenção norte-americana no Vietname e opôs-se à reforma da Igreja. Por sua habilidade financeira é conhecido como (Cardinal Moneybags).

## Biografia

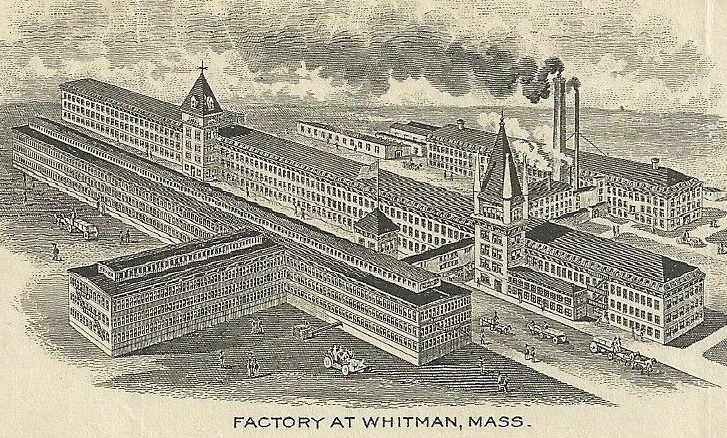
Fábrica de calçado e Couro de Whitman em 1911

Nascido em Whitman, Massachusetts, filho primogénito do casal formado por William e Ellen (de soletra Conway) Spellman, emigrantes irlandeses procedentes de Clonmel e Leighlinbridge. Francis teve dois irmãos, Martin e Juan, e duas irmãs, Marian e Helene. Seu pai (1858-1957) trabalhou na fabricação do calçado para mais tarde abrir uma loja de comestíveis. Serviu como acólito na igreja do Espírito Santo. Muito apegado a sua mãe teve uma relação difícil com seu estrito pai.
Realiza seus primeiros estudos em Whitman onde pratica fotografia e basebol, sendo primeira base durante seu primeiro ano de escola secundária até que uma lesão na mão o obrigou a deixar de jogar para mais tarde dirigir a equipa. Em 1907, depois de seu graduação, ingressa na Universidade de Fordham em Nova Iorque. Em 1911, concluídos seus estudos, sente vocação religiosa sendo enviado a Roma pelo arcebispo William Henry O'Connell para estudar no Pontifício Colégio Norte-americano, um seminário católico.
Durante sua estadia romana conhece a Gaetano Bisleti, Francesco Borgongini Duca e Domenico Tardini. Como padece pneumonia, por seu estado de saúde, a administração do seminário propõe o enviar de regresso a casa. Não sucedeu assim, podendo concluir seus estudos de teologia.

## Sacerdócio

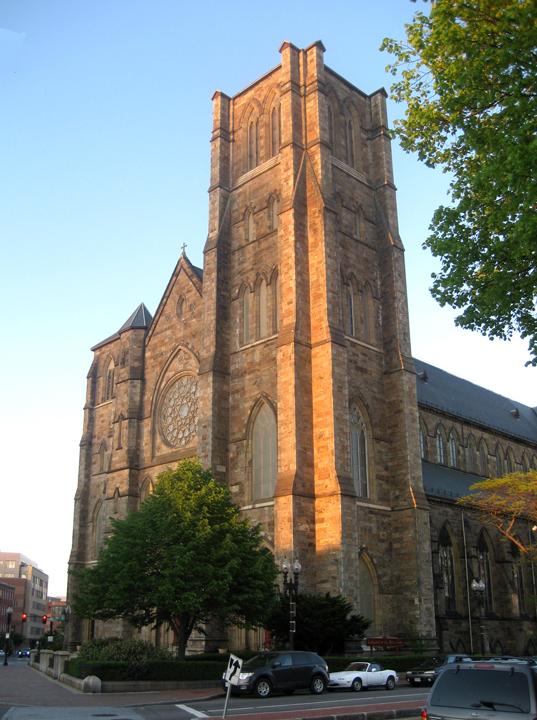
Catedral de Boston, Cathedral of the Holy Cross

Em 14 de maio de 1916 foi ordenado pelo patriarca latino de Constantinopla  José Ceppetelli.
Regressa a Estados Unidos onde realiza seu trabalho pastoral na Arquidiocese de Boston. O cardeal O'Connell, embora o tenha enviado a Roma, mostra aversão pelo jovem sacerdote, destinando-o ao Lar de São Clemente (St. Clement's Home), uma instituição para as mulheres de idade, onde serviu como capelão. Mais tarde exerce como pároco no All Saints Church de Roxbury, antigo município anexado a Boston em 1868.
Depois da entrada na Primeira Guerra Mundial dos Estados Unidos em 1917, Spellman quer converter-se em acólito militar, não o conseguindo por não cumprir com o requisito de carreira. Volta a solicitar na Marinha, sendo recusado pessoalmente em duas ocasiões, pelo Secretário Franklin D. Roosevelt.  Fracassado nesta missão, O'Connell encarrega-lhe a tarefa de promover as assinaturas para o jornal da Arquidiocese, The Pilot. Assistente do chanceler em 1918 e arquivista da Arquidiocese depois. Traduz ao inglês dois livros escritos por seu amigo Borgongini Duca. Em 1925 foi o primeiro agregado de América à Secretaria de Estado da Santa Sé. Colabora com os Cavaleiros de Colombo na gestão de zonas de jogos infantis. Em 4 de outubro de 1926 o papa Pio XI nomeia-lhe Monsenhor.
Em 1927 viaja a Alemanha onde conhece ao arcebispo Eugenio Pacelli, então Nuncio Apostólico, com quem cria uma duradoura amizade. Em 1930 acompanha a Pacelli em sua visita a sor Pascualina Lehnert, convalescente no sanatório Stella Maris, da congregação da Cruz, onde a freira tinha tratado uma grave doença do então Núncio em Baviera:

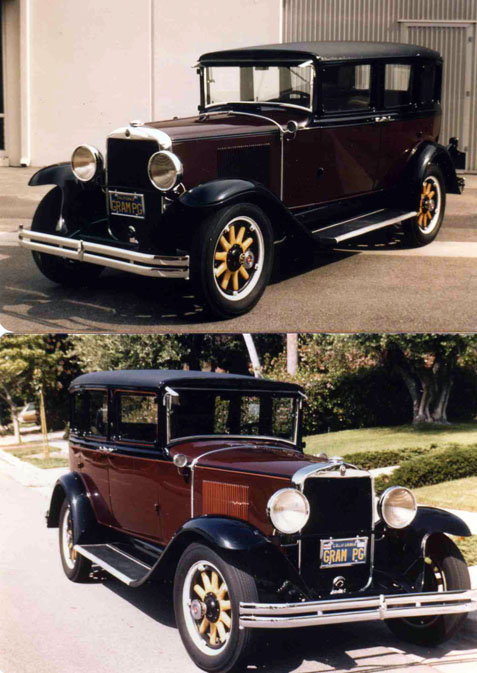
Graham-Paige 612

Desde aquelas férias Pacelli, Spellman e sor Pascualina formaram um trio inseparável. Pacelli comentou aos dois as atividades do economista e engenheiro Bernardino Nogara,  financeiro do papa. Spellman assume o saneamento financeiro tanto do Vaticano como das mais importantes dioceses norte-americanas, conseguindo seu objetivo e obtendo de seus amigos estadounidenses o presente de um comboio privado e de três automóveis modelo Graham Paige 835 para Pio XI.

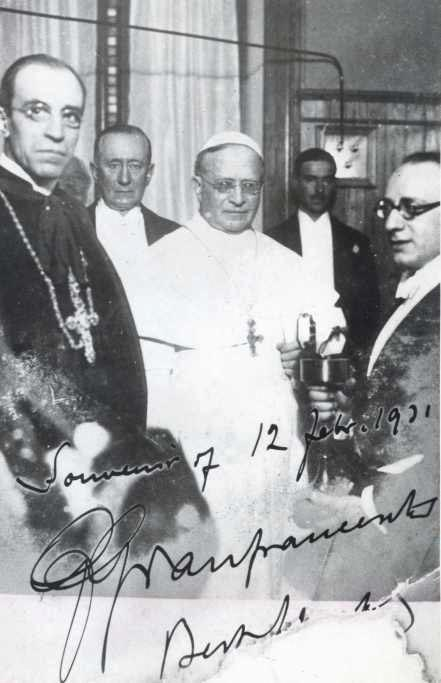
Pio XI e Eugenio Pacelli na inauguração de Rádio Vaticano, ao fundo Guillermo Marconi, 1931

## Bispo Auxiliar de Boston
Proposto para as dioceses de Portland em Maine, e Manchester em Novo Hampshire, o 30 de julho de 1932 foi nomeado pelo papa Pío XI bispo auxiliar de Boston e Bispo titular de Sila em Numidia.
Recebeu a consagração na Basílica de San Pedro o 8 de setembro de mãos de Pacelli concelebrando os arcebispos Giuseppe Pizzardo e Francesco Borgongini Duca. Foi o primeiro bispo estadounidense consagrado em San Pedro.
Em seu escudo de armas adota as três caravelas de Cristóvão Colombo: Pinta, Niña, e Santa Maria. As representado por detrás, saindo o Velho Mundo, tendo ao frente sua chegada ao Novo Mundo. Ao apresentar este esquema ao papa Pio XI, este lhe transmite seu entusiasmo com as palavras sequere Deum, o que significa "seguir a Deus". Emocionado incorpora esta frase a seu lema episcopal.
Depois de seu regresso à Estados Unidos toma a sua residência no Saint John's Seminary de Brighton, antigo município anexado em 1874 a Boston em Massachusetts. Exerce como paróco na igreja do Sagrado Coração no bairro de Newton Centre, principal shopping de Boston, conseguindo arrecadar os 43 000 dólares correspondentes às dívidas contraídas pela paróquia. Em 1935 falece sua mãe. Atendem ao seu funeral o governador James Michael Curley, o vicegovernador Joseph Hurley, e muitos membros do clero, com a excepção de O'Connell.

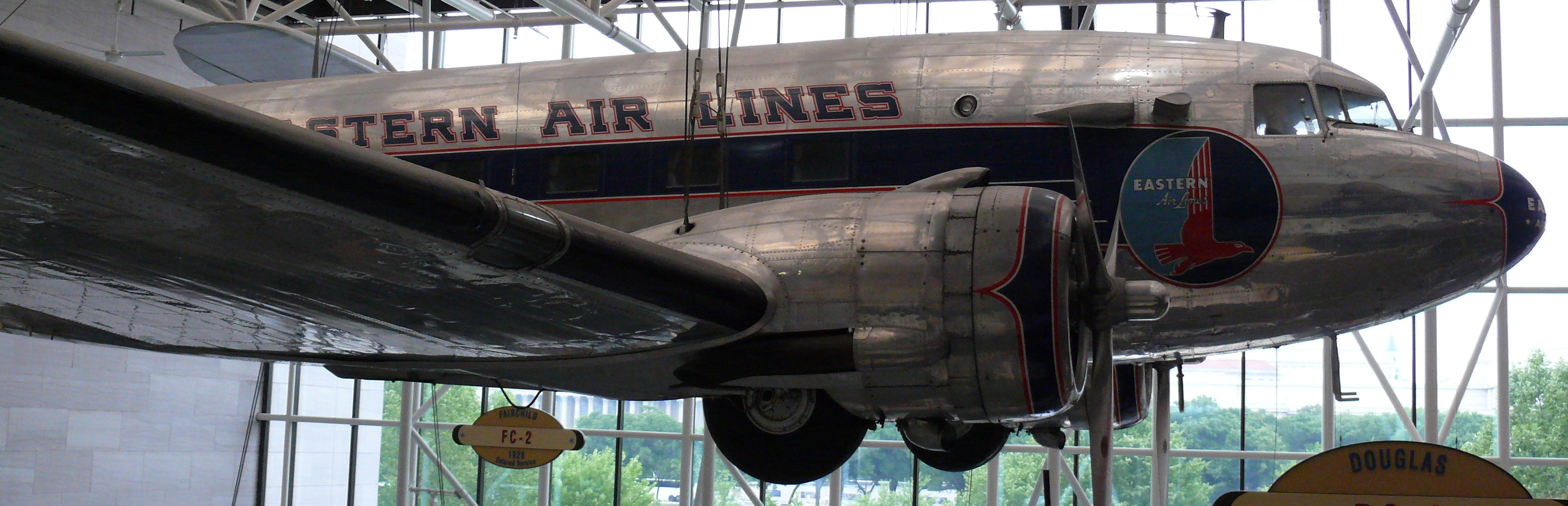
Aeroplano Douglas DC-3

Em junho de 1936 as sondagens negavam a possibilidade de reeleição ao presidente Roosevelt, grande parte por causa dos ataques ao sacerdote católico Charles Coughlin transmitidos pela rádio de Detroit. Chega a um acordo com Joseph P. Kennedy para financiar a visita de Pacelli, que zarpou de Itália com um grande propósito. Pouco depois de sua chegada, Pacelli silencia Coughlin. Utilizando um avião Douglas DC-3 contratado por Kennedy, Spellman e Pacelli realizam sua visita pastoral à população católica norte-americana. Devido em parte ao conhecido como efeito de Pacelli, Franklin D. Roosevelt consegue em novembro de 1936 subir nas sondagens.
A julgamento do jornalista de investigação Paul Murphy, nesta visita Pacelli, quiçá influenciado por Spellman, inicia seu giro democrático. O cardeal era então considerado como o quase seguro sucessor do papa Pio XI. No dia seguinte da vitória eleitoral vai Rose Kennedy a casa de Roosevelt em Hyde Park para solicitar como recompensa a nomeação de seu marido embaixador em Londres. Pacelli solicita a nomeação de um embaixador estadounidense ante a Santa Sé, mas Roosevelt só autoriza enviado pessoal. Por esta gestão obtém a confiança daquele homem que em 1917 lhe impediu se converter em capelão da marinha americana.

## Arcebispo de Nova Iorque

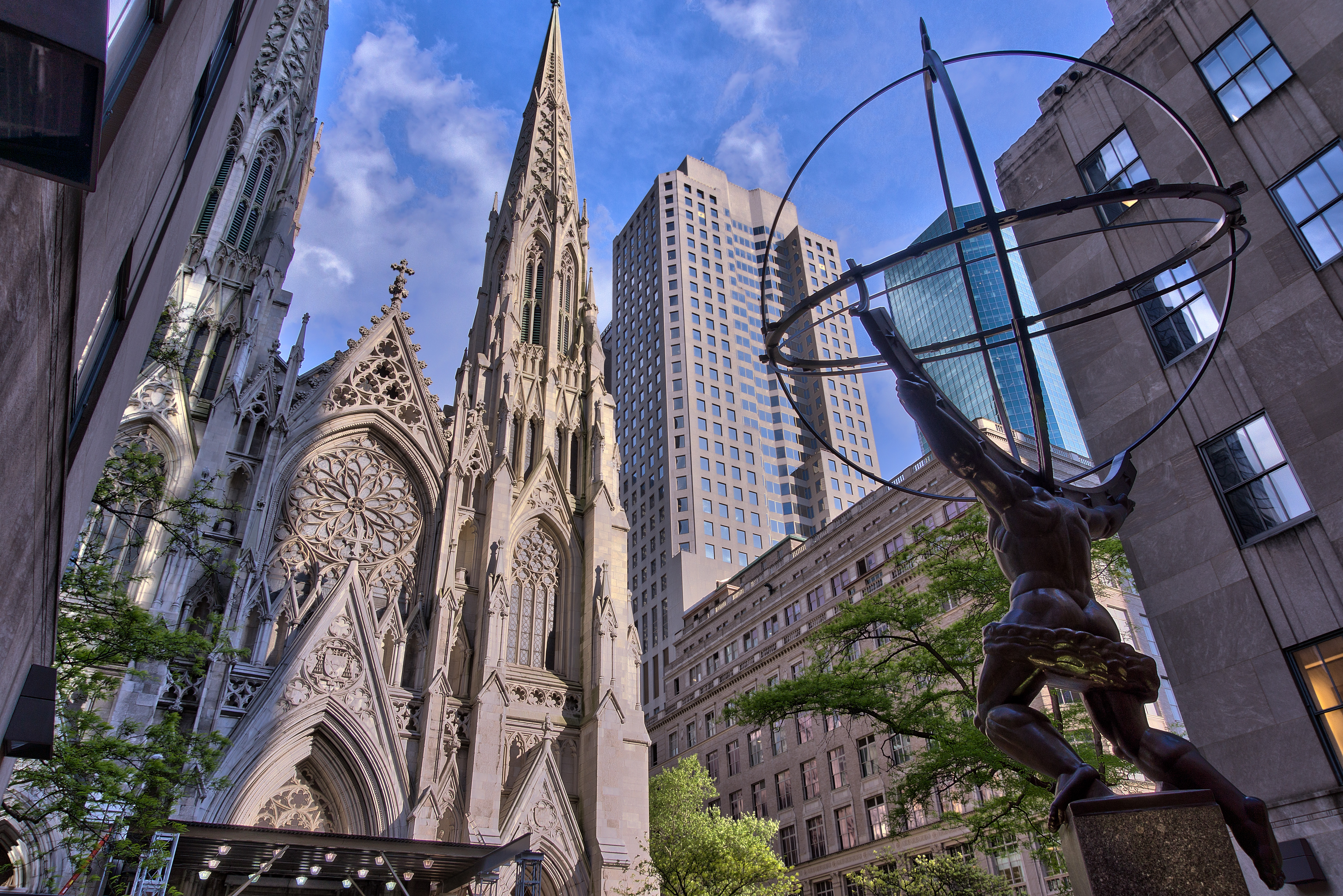
Catedral de Nova Iorque

Depois do falecimento do papa Piuo XI Pacelli foi eleito com o nome de Pío XII. Em 15 de abril de 1939, num de seus primeiros atos de pontificado, o novo pontífice nomeia Spellman arcebispo de Nova Iorque. Sucede ao cardeal Patrick Joseph Hayes, que tinha deixado quase em bancarrota graças a seu grande caridade, se instalando formalmente como arcebispo em 23 de maio.
Em 11 de dezembro de 1939 foi nomeado Vicário Apostólico das Forças Armadas dos Estados Unidos, cargo que simultânea com o de arcebispo de Nova Iorque. Por este carregou acompanhou durante os Natais às tropas dos Estados Unidos no Japão, Coreia e Europa.
Depois de sua ascensão em Nova Iorque converteu-se em assessor do presidente Roosevelt. Durante sua permanência em Nova Iorque exerce uma influência considerável, tanto em assuntos religiosos como políticos, até o ponto de que sua residência recebesse o apelido de "the Powerhouse". Recebe a personagens destacadas como Joseph P. Kennedy, Bernard Baruch, David I. Walsh, John William McCormack, bem como a numerosos outros políticos, artistas, e clérigos.
Em 1945, com objeto de arrecadar de fundos para organizações católicas, instituiu com Alfred E. Smith Memorial Foundation Dinner, evento anual à que assistem figuras nacionais proeminentes, incluindo os candidatos presidenciais. Al Smith foi o primeiro candidato presidencial católico.
Obteve para o papa ajuda económica dos Cavaleiro de Colombo, que entregou pessoalmente em Roma, sua condição arcebispo chefe dos capelães castrenses, com grau de general de quatro estrelas, lhe permitia viajar por todo mundo em missões tanto religiosas como políticas.
Contribuiu a manter em Estados Unidos um grupo de opinião favorável ao general Francisco Franco. Em 1946, "em reconhecimento às contribuições excepcionais à cidade de Nova Iorque" recebe a Medalha de Ouro da cidade outorgada pela The Hundred Year Association of New York.
Foi retratado em duas ocasiões, 1940 e 1941, pelo artista católico estadounidense nascido na Suíça Adolfo Müller-Ury.

### Segunda Guerra Mundial
No final de 1942 Spellman, com silêncio permissivo de um papa que já estava convencido da vitória aliada, se vai complicar numa insólita aventura. Por sugestão da freira Pascalina Lehnert, o pontífice encarrega a Spellman que solicite pessoalmente ao presidente Roosevelt um relatório sobre as atrocidades cometidas pelos nazistas contra os judeus. Ao cabo de uma semana consegue-o comunicando ao para seu conteúdo telefonicamente.
Aconselha a monsenhor Alberto dei Jorio transferir a bancos norte-americanos os principais ativos da Santa Sede, apostando pela vitória aliada dois anos antes da entrada em guerra da potência norte-americana. Spellman consegue do Vaticano uma série de títulos pontifícios para seus benfeitores:

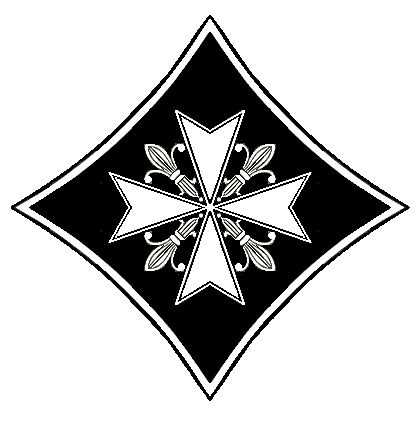
Cavaleiro de Obediência (Knight of Obedience) da Soberana Ordem de Malta

Em 1943, durante a Segunda Guerra Mundial, Roosevelt envia-lhe como agente seu a visitar Europa, África e Oriente Médio. Em quatro meses percorre um total de 16 países. Como arcebispo e vicário militar goza de uma maior liberdade que os diplomatas oficiais.
Atuou como ligação entre o papa Pío XII e Roosevelt respaldando as tentativas do Papa para declarar Roma cidade aberta, com o fim de salvar a cidade dos bombardeios que sofreram outras capitais europeias, salvaguardando lugares e ruínas históricas de Roma, bem como a Cidade do Vaticano.
O presidente Roosevelt, sabedor do papel que desempenhava a máfia siciliana  controlando os berços da costa Este e de como seu líder, o gangster Frank Costello era devoto católico, encarrega Spellman de solicitar a colaboração de Costelo para descobrir aos espiões alemães que informavam a Hitler. Spellman voou a Roma para solicitar permissão ao papa. Spellman reuniu-se em segredo com Costello quem aceita a missão, encarregando a missão ao seu tenente Lucky Luciano, quem a realiza com sucesso. Luciano recebeu uma segunda tarefa, assegurar a colaboração da máfia siciliana no desembarque aliado de 1943, conhecido como Operação Husky.

## Cardeal

Escudo de Armas do cardeal Spellman

No consistório celebrado em 18 de fevereiro de 1946 foi nomeado cardeal pelo papa Pio XII, sendo o seu título dado em Santi Giovanni e Paolo, situada na Colina de Célio, a mesma que da que foi titular Pacelli dantes de sua eleição ao pontificado. A seu regresso do consistório chega ao Aeroporto de Madrid-Barajas acompanhado por vários cardeais espanhóis e portugueses, recebendo um fervente homenagem do povo de Madrid.
Partidário de Joseph McCarthy, anticomunista convencido, considera o comunismo incompatível com a forma de vida americana e que "a primeira lealdade de todos os estadounidenses é vigilante para eliminar e contrariar o comunismo e converter aos comunistas estadounidenses ao americanismo". Em 1949, recruta como fura-greves seminaristas do St. Joseph's Seminary para acabar com a greve de coveiros do Calvary Cemetery de Queens, greve por ele considerada fruto da agitação comunista. Descreveu a atuação dos coveiros como "injustificada e imoral de greve contra os inocentes morridos e suas famílias das vítimas, na contramão de sua religião e a decência humana". A greve foi apoiada pela ativista religiosa Dorothy Day, fundadora em 1933 do Movimento do Trabalhador Católico, e por Ernest Hemingway, que escreveu uma mordaz carta a Spelman. Defendeu as investigações de 1953 do senador Joseph McCarthy a respeito de comunistas subversivos patrocinadas pelo governo federal, posicionando-se publicamente em abril de 1954 contra os métodos comunistas.
Denunciou a iniciativa do congressista Graham Arthur Barden para proporcionar financiamento federal só às escolas públicas como "uma cruzada covarde de preconceito religioso contra os meninos católicos", chegando a qualificar a Barden como "apóstolo da intolerância". Em 1949 também polemiza com a ex-primeira dama Eleanor Roosevelt quando expressou em sua coluna do jornal My Day sua oposição a proporcionar fundos federais para financiar as escolas paroquiais. Em sua réplica a acusa de anticatolicismo denunciando sua discriminação como indigna de uma mãe americana. Reuniu-se com ela em sua casa de Hyde Park para continuar o debate.
Frequentemente critica aqueles filmes cujo conteúdo considera imoral ou indecente. Assim, por exemplo, considera o filme titulado Two-Faced Woman, dirigida por George Cukor, como "uma ocasião de pecado ... perigoso para a moral pública." Considera Baby Doll como "repugnante" e "moralmente repelente". Também condena ao produtor William Perlberg por se negar a corrigir a contenda do filme titulado Forever Amber.
Em 1951 atribui a Ivan Illich a paróquia de Porto Rico em Washington Heights, Manhattan. Apoia a candidatura de William Brennan à Corte Suprema, nomeado em 1956, ainda que mais tarde arrepender-se-ia desta decisão. O Juiz associado do Corte Suprema William O. Douglas considera que a atuação do cardeal Spellman o faz sentir quebrar o ideal americano.
Celebra os natais de 1952 em Taipé, capital da República da China, procedente da Coreia do Sul onde tinha visitado as tropas em desempenho da sua missão como Vicário Apostólico das Forças Armadas dos Estados Unidos.
Em 1958 participa como eleitor no conclave onde foi eleito papa João XXIII, cuja eleição não recebe com entusiasmo. Em 1959 foi nomeado delegado pontifício para o Congresso Eucarístico Internacional a celebrar em Munique. Durante a sua viagem a Guatemala, deteve-se na Nicarágua e, na contramão das ordens do papa, apareceu publicamente com o ditador Anastasio Somoza García.

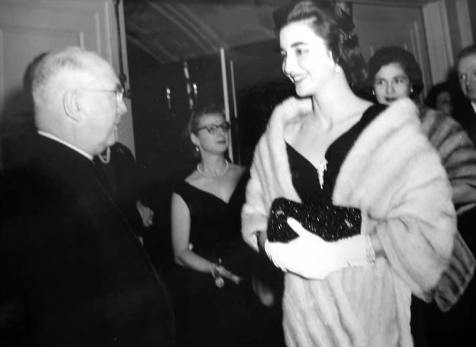
Hope Portocarrero de Somoza cumprimenta ao Cardeal Francis Spellman, durante uma recepção em Nova Iorque

Embora John F. Kennedy fosse católico, Spellman apoiou Richard Nixon nas eleições presidenciais de Estados Unidos de 1960, devido à oposição de Kennedy à ajuda federal para as escolas paroquiais e à nomeação de um embaixador dos Estados Unidos junto da Santa Sé.
O seu apoio a Nixon pôs fim a sua amizade com Joseph P. Kennedy pai. Spellman tinha celebrado o casamento de seus filhos Robert e Ted Kennedy. Criou várias escolas católicas como a  Cardinal Spellman High School no Bronx, em Quito e em Guaiaquil.

### O perigo da Revolução
Como membro de seu Conselho de Presidência assistiu ao Concílio Vaticano II celebrado entre os anos de 1962 e 1965. Da sua postura conservadora denúncia como a ala liberal predomina nas comissões do Conselho. Opôs-se à introdução da língua vernácula na Missa, argumentando: "A língua latina, que é verdadeiramente a linguagem católica, é imutável, não é vulgar, e tem por muitos séculos sido o guardião da unidade da Igreja do Ocidente". Participa no conclave de 1963, celebrado depois do falecimento de João XXIII, onde foi eleito o Papa Paulo VI.
Quando em 1964 se estreia no Circuito de Broadway O vicário The Deputy, a Christian tragedy ou The Representative, obra teatral de Rolf Hochhuth onde se critica a atuação de Pio XII durante o Holocausto,  Spellman a condenação por "escandalosa profanação da honra de um grande e bom homem." O Vicário teve como objetivo minar a autoridade moral do Vaticano e sua influência no Ocidente. Em contra, o produtor, Herman Shumlin, rebate as palavras do Spellman, por ele consideradas uma "ameaça calculada para conduzir realmente uma cunha entre os Cristãos e os Judeus".
Pese a manifestar sua oposição às manifestações do movimento dos direitos civis dos negros nos Estados Unidos, declinou a solicitação de J. Edgar Hoover para condenar a Martin Luther King Jr. e financiou a viagem de um grupo de sacerdotes de Nova Iorque e das freiras que foram às marchas de Selma a Montgomery em 1965. Opôs-se à discriminação racial na opinião pública.
Padeceu as excentricidades do jesuíta Daniel Berrigan e de seu irmão Philip quem estiveram na lista dos 10 fugitivos mais procurados pelo FBI por causa de sua participação nos protestos civis contra a Guerra do Vietnã, bem como as do jovem sacerdote melquita David Kirk.

### Johnson e Vietname
Nas eleições presidenciais de 1964, Spellman apoiou a Lyndon B. Johnson, já que com suas Leis Higher Education Facilities Act e Economic Opportunity Act of 1964 tinha beneficiado a Igreja.
Lembrou enviar sacerdotes à República Dominicana para acalmar os sentimentos antiestadounidenses depois da invasão de 1965.

O presidente Ngo Dinh Diem chega a Washington, 1957

Mostrou-se partidário da Guerra do Vietnã, pelo que o conflito chegou a ser conhecido como "Guerra de Spelly" e o Cardeal como o "Bob Hope do clero".

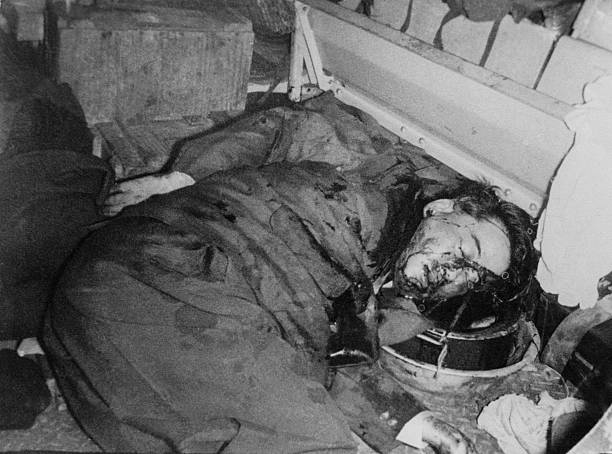
Diem depois de seu assassinato em 2 de novembro de 1963, depois de produzir-se o Golpe de Estado que lhe derrubou do poder

Conheceu a Ngo Dinh Diem em 1950 e, favoravelmente impressionado por seus pontos de vista fortemente católicos e anticomunistas, promoveu sua carreira apoiando até seu assassinato em 1963. Temeroso da expansão comunista noVietname, Spellman tinha instado à intervenção estadounidense depois da derrota francesa na Batalha de Dien Bien Phu, batalha que se livrou em 1954 entre o Việt Minh, baixo o comando do General Võ Nguyên Giáp, contra o Corpo Expedicionário Francês em Extremo Oriente mandado pelo general Henri Navarre. Na década de 1960 suas opiniões ao respeito foram criticadas pelos ativistas e inclusive por alguns líderes religiosos.
Quando o papa Pablo VI visitou os Estados Unidos em outubro de 1965, é indiretamente contra a postura dura de Spellman advogando pela paz ante as Nações Unidas. Um grupo de estudantes universitários protestaram em frente a sua residência em dezembro de 1965. Spellman passou o Natal desse ano com as tropas em Vietname do Sul, onde num de seus discursos citou a Stephen Decatur: "Meu país, pode sempre estar no verdadeiro, mas bem ou mau, meu país". Descreveu o conflito como uma "guerra pela civilização" e "guerra de Cristo contra o Vietcong e o povo de Vietname do Norte".
Em janeiro de 1967, os manifestantes contra a guerra interromperam uma missa na Catedral de San Patricio.
Em 1967 foi galardoado com o Prêmio Sylvanus Thayer (Sylvanus Thayer Award) outorgado pela Academia Militar de Estados Unidos em West Point.

## Últimos dias

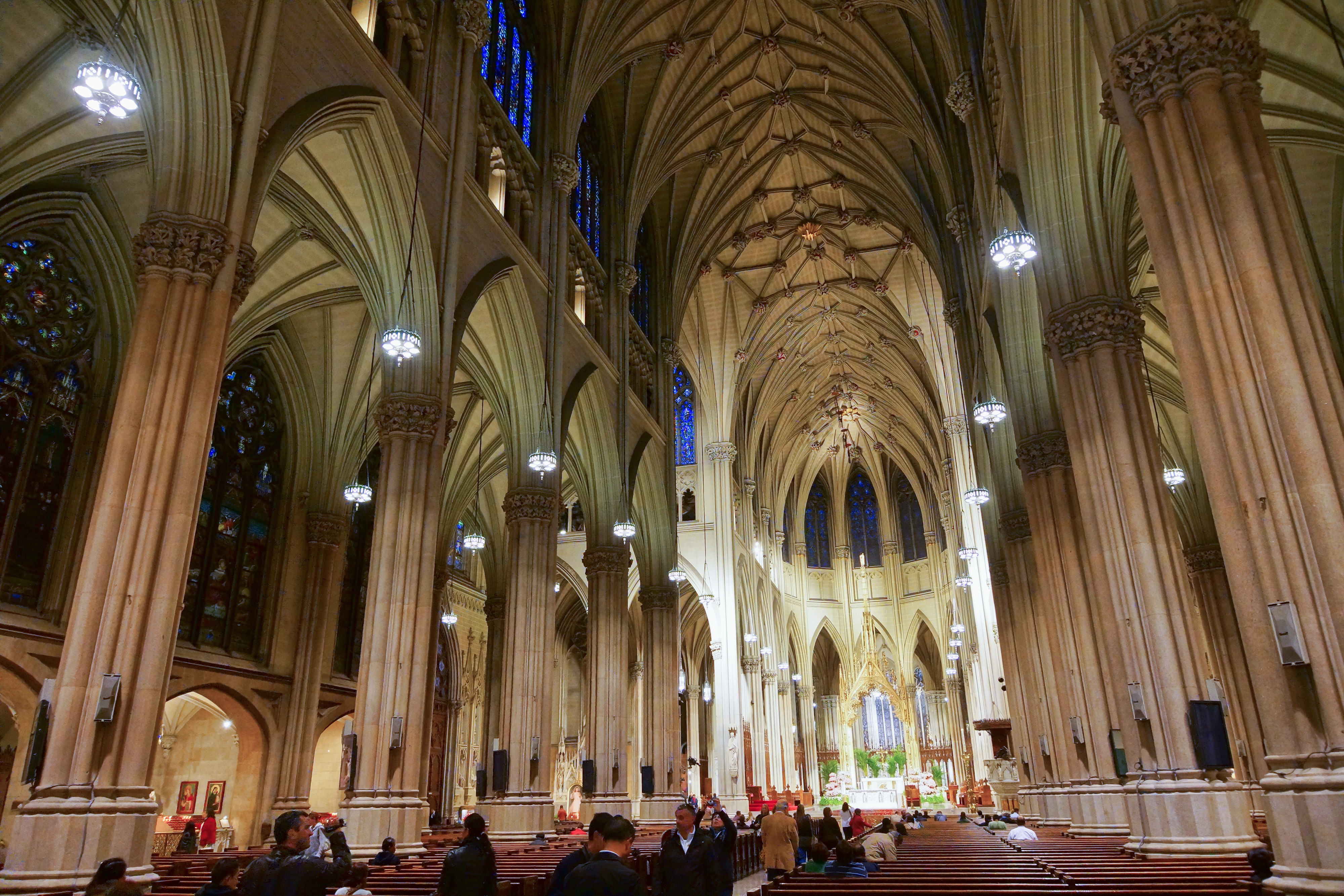
Interior da Catedral de San Patricio

Em 1966, Spellman ofereceu sua renúncia ao papa Pablo VI, após que este instituiu uma política segundo a qual os bispos se aposentam aos 75 anos, mas o papa lhe solicitou que permaneça em seu posto. Dotou a sua arquidiocese de numerosas igrejas, escolas e hospitais.
Convence Pio XII da necessidade de internacionalizar os investimentos, até então centradas em Itália. Por sua habilidade financeira é conhecido como "Cardinal Moneybags" [Cardeal sacos de dinheiro].
Falece em Nova Iorque aos 78 anos de idade, depois de ter ocupado a cadeira episcopal durante 28 anos, sendo enterrado na cripta situada baixo o altar maior da Catedral de São Patrício. A seu Réquiem foram, entre outros, Presidente Johnson, Vice-presidente Hubert Humphrey, Robert Kennedy, Jacob Javits, Nelson Rockefeller, John Lindsay, Arthur Goldberg e o Arcebispo Iakovos da América.

## Bibliografia

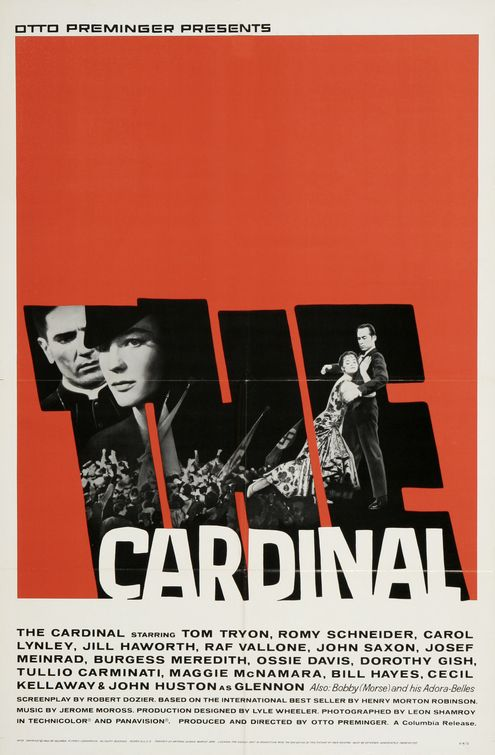
O Cardeal.